# Wspólnota administracyjna Kreuzwertheim
Wspólnota administracyjna Kreuzwertheim – wspólnota administracyjna (niem. Verwaltungsgemeinschaft) w Niemczech, w kraju związkowym Bawaria, w rejencji Dolna Frankonia, w regionie Würzburg, w powiecie Main-Spessart. Siedziba wspólnoty znajduje się w miejscowości Kreuzwertheim.
Wspólnota administracyjna zrzesza jedną gminę targową (Markt) oraz dwie gminy wiejskie (Gemeinde): 
- Hasloch, 1 400 mieszkańców, 10,38 km²
- Kreuzwertheim, gmina targowa 3 729 mieszkańców, 20,04 km²
- Schollbrunn, 919 mieszkańców, 11,23 km²